# Wilhelm z Montferratu (zm. 1177)
Wilhelm z Montferratu zwany Długim Mieczem (zm. 1177) – hrabia Jafy i Aszkelonu, pierwszy mąż królowej Sybilli Jerozolimskiej i ojciec króla Baldwina V.
Był najstarszym synem Wilhelma V, markiza Montferratu i Judyty Babenberg. W 1167 jego ojciec próbował zaaranżować małżeństwa Wilhelma i jego brata Konrada z córkami Henryka II Plantageneta, króla Anglii lub siostrami Wilhelma I Lwa, króla Szkocji. Plany te nie powiodły się prawdopodobnie z powodu zbyt bliskiego pokrewieństwa między braćmi a angielskimi księżniczkami (matka Wilhelma Judyta była spokrewniona z Eleonorą Akwitańską), a księżniczki szkockie były już mężatkami.
W 1176 Wilhelm został wybrany przez Rajmunda III, hrabiego Trypolisu i Baldwina IV Trędowatego, króla Jerozolimy na męża dla księżniczki Sybilli. Wilhelm otrzymał tytuł hrabiego Jafy i Aszkelonu. Wilhelm z Tyru opisał go jako wysokiego blondyna, przystojnego, mężnego, otwartego, bezpretensjonalnego, ale skłonnego do jedzenia i picia. 
Za zgodą Baldwina IV, Wilhelm i Renald z Châtillon przyznali część swoich ziem nowemu zakonowi przybyłemu z Kastylii – Monte Gaudio, któremu przewodził hrabia Rodrigo Alvarez de Sarria. Wilhelm zmarł nagle w czerwcu 1177 w Aszkelonie, prawdopodobnie na malarię, pozostawiając ciężarną żonę. Jego zwłoki przewiezione do Jerozolimy i złożone w grobie przy Szpitalu św. Jana. W 1190 jego młodszy brat – Konrad poślubił przyrodnią siostrę jego żony – Izabelę.